# Nokia 1011
Il Nokia 1011 è un telefono cellulare prodotto dalla Nokia.

## Storia
È stato il primo telefono GSM della Nokia ad avere una distribuzione di massa. Il numero 1011 fa riferimento alla data di lancio sul mercato, il 10 novembre 1992.
Questo dispositivo di colore nero, ha dimensioni 195 x 60 x 45 mm, e pesa 475 grammi. Lo schermo è in bianco e nero ed è dotato di un'antenna estensibile. La memoria può contenere 99 numeri di telefono. Non è presente la caratteristica suoneria della Nokia, che sarà introdotta solo nel 1994. Il Nokia 1011 opera nella banda dei 900 MHz. La durata della batteria è stimata intorno alle 12 ore in modalità standby ed ai 90 minuti in conversazione. Il menù del telefono è disponibile in dieci lingue.
La produzione del Nokia 1011 è continuata fino al 1994, anno in cui fu introdotto il Nokia 2110 in sua sostituzione.